# Cariri do Tocantins
Cariri do Tocantins este un oraș în Tocantins (TO), Brazilia.